# Дагдзе
Дагдзе (тиб. སྟག་རྩེ་ས་, Вайли: stag rtse chus; кит. упр. 达孜区, пиньинь Dázī qū, палл. Дацзы цюй) — район городского подчинения городского округа Лхаса Тибетского автономного района КНР.

## История
Уезд был создан в 1960 году путём объединения дзонгов Дагдзе и Дечен.
В 2017 году уезд был преобразован в район городского подчинения.

## Административное деление
Район делится на 1 посёлок и 5 волостей:
- Посёлок Дечен (德庆镇)
- Волость Таргьай (塔杰乡)
- Волость Дзангдог (章多乡)
- Волость Танггар (唐嘎乡)
- Волость Шё (雪乡)
- Волость Бомдой (帮堆乡)

## Культура
В уезде сохраняются традиционные ремёсла, в том числе изготовление матерчатых масок для тибетской оперы.